# الديهويلا دي هيرتي
بلدية الديهويلا دي هيرتي (بالإسبانية: Aldehuela de Jerte)‏، هي بلدية تقع في مقاطعة قصرش والتي تقع في منطقة إكستريمادورا، غرب إسبانيا.
يبلغ عدد سكانها 367 نسمة وفقاً لإحصائية سنة (2002).